# 西非戰役 (第一次世界大戰)
第一次世界大戰中的西非戰役包含了兩場小型的戰役，英法兩國發動目的是為了奪取德國的兩個西非殖民地：德屬多哥蘭和德屬喀麥隆。

## 概述
英國在當時幾乎控制全世界的海洋，且有能力和資源來奪取其他國家的殖民地，隨著衝突不斷升高，大戰不久就爆發了。德國在西非有兩處不久前才佔領到的殖民地，而且那裡的防衛似乎很弱。而在這兩個殖民地的周圍，都是屬於協約國的非洲殖民地，包括英國的英屬黃金海岸以及法國的法屬赤道非洲等等。

## 多哥蘭戰役

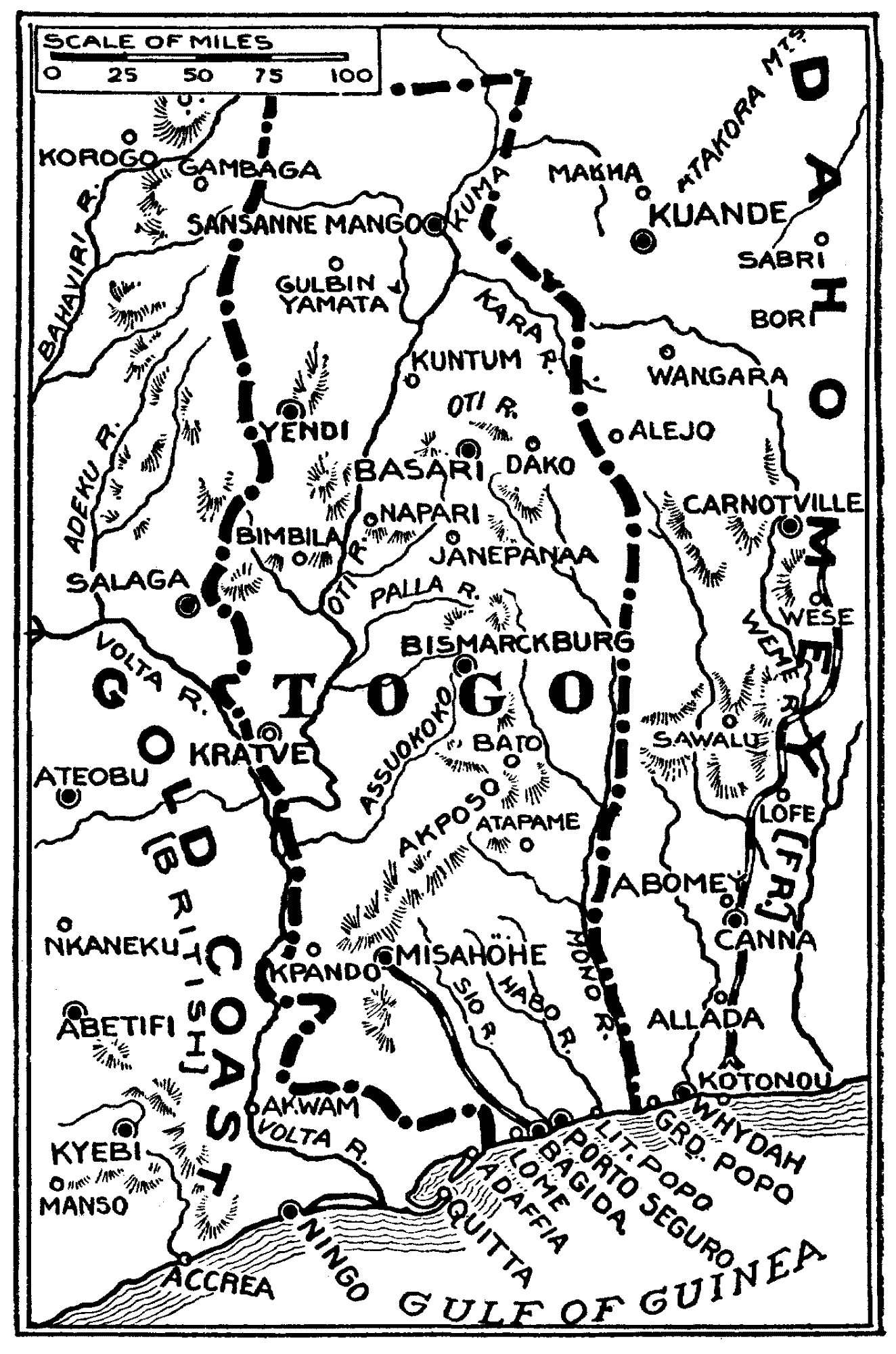
多哥蘭戰役

多哥蘭這個小殖民地幾乎立即就被一支從英屬黃金海岸（今日加納）的軍隊和一支從法属达荷美（今日貝南）的小部隊所征服。到了8月27日，戰鬥就已經結束。英國歷史學家約翰‧基甘認為西非步槍隊和塞內加爾步兵團是這場戰鬥的主力。

## 德屬喀麥隆戰役

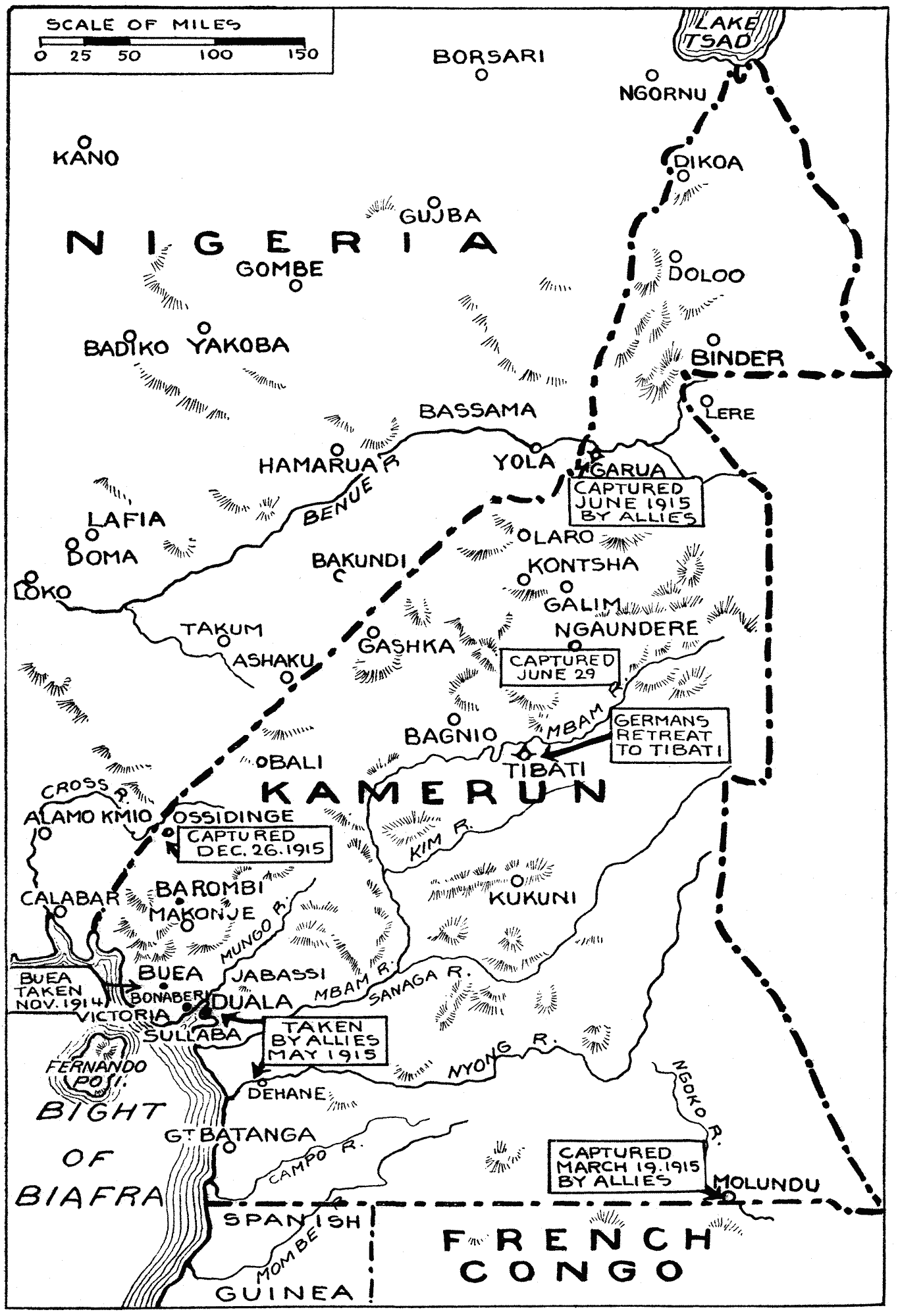
1915年8月的喀麥隆戰役

德屬喀麥隆（位於今日的喀麥隆和一部分今日奈及利亞東部）約有1000名德國士兵和其屬下大約3000名的非洲傭兵來防守。英國從奈及利亞的東部向德屬喀麥隆發動攻勢，並沿著三條路線進攻。但是，這三支軍隊卻被地形所困住，並遭受了德軍的伏擊。而法國從查德的南部進入襲擊並奪取了庫塞里。到了9月初，比利時和法國軍隊（大多來自比屬剛果）攻占林貝海岸。在4艘英國和法國巡洋艦作為掩護火砲的支援下，這批部隊於1914年9月27日拿下了殖民地首都──杜阿拉。
此時，德國剩下的據點，只剩下以雅溫達（雅溫得）為基地的軍隊。比利時和法國的軍隊隨後在德國先前建造的內陸鐵路上，擊敗了德國的反擊。到了11月，雅溫得被攻陷。大部分從戰鬥中倖存的德國士兵撤退到屬於中立國（西班牙）領土的西屬幾內亞（現赤道幾內亞）。德國最後一支在喀麥隆的軍隊於1916年2月投降。